# Песня матросов
«Песня матросов» (нем.  Das Lied der Matrosen) — восточногерманский полнометражный исторический чёрно-белый художественный фильм, снятый режиссёрами Куртом Метцигом и Гюнтером Райшем на студии ДЕФА в 1958 году.
Фильм вышел на экраны сразу после празднования сорокалетия немецкой ноябрьской революции 1918 года.

## Сюжет
Историко-революционный фильм-баллада «Песня матросов» пытается разобраться в характере «коллективного героя», группы матросов-подпольщиков, и показать причины поражения немецкой ноябрьской революции 1918 года.
Русская революция окончательно побеждает осенью 1917 года. Механик Хенне Лобке и кочегар Йенс Кастен, проявляя солидарность с русскими революционерами, обезоруживают своих офицеров, чтобы не допустить затопление российского грузового корабля. В Германии разворачивается классовая борьба. Докеры и матросы Киля призывают к массовой забастовке, требуя прекращения войны и отречения кайзера.
Несколько матросов-революционеров за политическую деятельность приговорены к смертной казни. За отказ стрелять в своих товарищей, ряд матросов-социалистов арестован офицерами. На крейсере «Prince Heinrich» группа мятежников принимает решение отправить В. И. Ленину и всему человечеству послание с призывом к миру.
В этот момент германское адмиралтейство для подавления мятежа, решает начать самоубийственную операцию «Нибелунги» и отправить в Ла-Манш против англичан весь немецкий флот.
Рабочие и матросы восстают против офицеров, но политические разногласия между ними приводят их к поражению. Постепенно, моряки Киля, члены различных левых политических партий: от социал-демократов и независимых социал-демократов до спартаковцев, начинают осознавать необходимость объединения для свершения революции в Германии.
В конце фильма, многие из восставших матросов принимают участие в учредительной конференции по созданию новой коммунистической партии Германии (КПГ).
Идея съёмки «Песни матросов» была задумана в октябре 1957 года, после проведения конференции по делам культуры СЕПГ, в ходе которой власти ГДР поддержали консервативную линию на сворачивание короткого периода хрущёвской оттепели. Сценаристам Паулю Винсу и Карлу Георгу Эгелю было поручено представить в фильме революцию 1918 года в соответствии с официальной советской интерпретацией истории. Лидер немецких коммунистов Вальтер Ульбрихт тогда высказался, что революция 1918 года не достигла победы из-за «оппортунистов» социал-демократов и отсутствия на тот момент немецкой марксистско-ленинской партии, которая привела бы рабочих «к слому капиталистического экономического аппарата». В сюжете сделан акцент на Союз Спартака, а кульминацией фильма стало основание Коммунистической партии Германии.

## В ролях
- Гюнтер Зимон — Эрих Штайгерт
- Раймунд Шельхер — Август Ленц
- Ульрих Тайн — Хенне Лобке
- Хорст Кубе — Йенс Кастен
- Хильмар Тайт — Людвиг Батушек
- Вольфганг Лангхофф — адвокат
- Эккехард Шалль — Эберхард Шукерт
- Йохен Томас — Себастьян Хубер
- Штефан Лисевски — Юпп Кёниг
- Вольф Бенекендорф — фон Рестен
- Рита Гёдикмайер — Анна
- Владимир Гуляев — Гриша
- Ханс Финор — Шрёдер
- Зигфрид Вайс — капитан
- Адольф Петер Хоффман — Гольвиц
- Вольфганг Брунекер — палубный командир
- Роман Зильберштейн — Отто
- Ханс Ульрих Лауффер — пулеметчик
- Ханс-Хартмут Крюгер — офицер
- Моника Леннарц
- Фред Дельмар — моряк
- Рольф Риппергер — моряк и др.

## Съёмки
Съёмки начались 3 июня 1958 г. Режиссёры Курт Метциг и Гюнтер Райш работали отдельно; первая творческая группа отвечала за сцены с участием германских офицеров и адмиралов, в то время как вторая — снимала матросов и массовки.
Фильм стал крупнейшим проектом студии DEFA того времени, и был более масштабным, чем даже фильм-дилогия про Эрнста Тельмана («Эрнст Тельман — сын своего класса» и «Эрнст Тельман — вождь своего класса»). Во время съёмок массовки были задействованы около 15 000 человек (рабочих, солдат и полицейских).

## Награды
- 1959 — Национальная премия ГДР 2 степени
- 1959 — специальная премия мира на 1-м Московском международном кинофестивале.